# Kirovo-Tjepetsk
Kirovo-Tjepetsk (ryska Ки́рово-Чепе́цк) är en stad i Kirov oblast i Ryssland. Staden har 75 002 invånare år 2015.

## Kända personer från Kirovo-Tjepetsk
- Aleksandr Maltsev (1949–), ishockeyspelare